# کینگاروی
کینگاروی (به انگلیسی: Kingaroy) یک شهرک در استرالیا است که در South Burnett Region واقع شده‌است.